# Clausius-Clapeyron-Gleichung

Druck-Temperatur-Diagramm eines Reinstoffes.

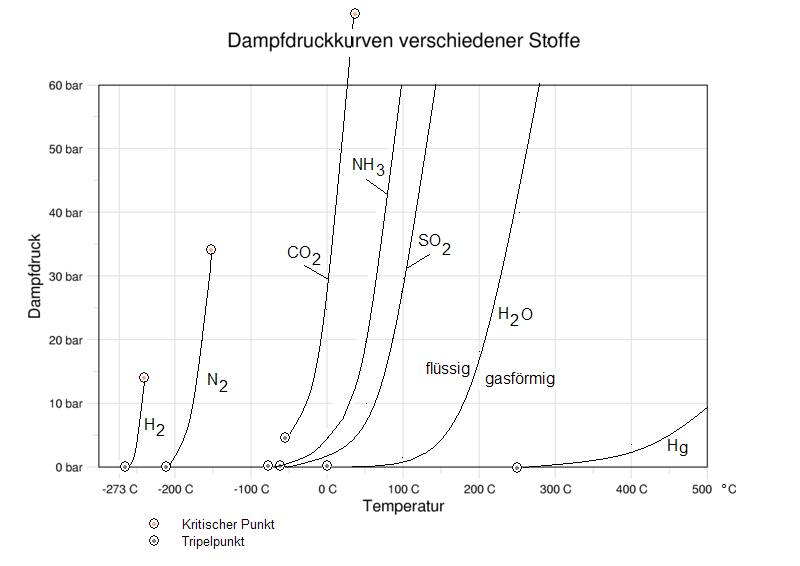
Beispiele für Dampfdruckkurven verschiedener Stoffe.

Die Clausius-Clapeyron-Gleichung wurde 1834 von Émile Clapeyron entwickelt und später von Rudolf Clausius aus den Theorien der Thermodynamik abgeleitet. Sie ist eine Spezialform der Clapeyron-Gleichung (Herleitung dort). Über die Clausius-Clapeyron-Gleichung lässt sich der Verlauf der Siedepunktskurve errechnen, d. h. der Phasengrenzlinie eines Phasendiagramms zwischen der flüssigen und der gasförmigen Phase eines Stoffes.

## Thermodynamisch korrekte Gleichung
Die thermodynamisch korrekte Version der Gleichung ist
{\displaystyle {\frac {\mathrm {d} p}{\mathrm {d} T}}={\frac {\Delta _{\text{vap}}H}{\Delta _{\text{vap}}V\cdot T}}}
mit
- {\displaystyle p} – Dampfdruck,
- {\displaystyle T} – absolute Temperatur (in K),
- {\displaystyle \Delta _{\text{vap}}H} – molare Verdampfungsenthalpie (Index {\displaystyle {\text{vap}}} für Verdampfung bzw. englisch vapor ‚Dampf‘) und
- {\displaystyle \Delta _{\text{vap}}V=V_{\text{m(g)}}-V_{\text{m(fl)}}} – Änderung des molaren Volumens zwischen gasförmiger und flüssiger Phase.

## Approximation im Falle eines idealen Gases
Im Regelfall bezeichnet man als Clausius-Clapeyron-Gleichung die näherungsweise gültige Gleichung
{\displaystyle {\frac {1}{p}}\,{\text{d}}p={\frac {\Delta _{\text{vap}}H}{R\cdot T^{2}}}\,{\text{d}}T},
mit der universellen Gaskonstante {\displaystyle R=8{,}314\;462\;618\ \textstyle {\frac {\mathrm {J} }{\mathrm {mol\cdot K} }}}.
Diese Beziehung leitet sich wie folgt her. Da bei den meisten Verwendungszwecken das molare Volumen des Gases deutlich größer ist als das der Flüssigkeit
{\displaystyle V_{\text{m(g)}}\gg V_{\text{m(fl)}}},
wurde gegenüber der thermodynamisch korrekten Gleichung die Volumendifferenz {\displaystyle \Delta _{\text{vap}}V} durch das molare Volumen {\displaystyle V_{\text{m(g)}}} des Gases ausgedrückt
{\displaystyle \Delta _{\text{vap}}V\approx V_{\text{m(g)}}}.
Außerdem wurde für die gasförmige Phase ein ideales Gas angenommen, für welches die Zustandsgleichung
{\displaystyle V_{\text{m(g)}}={\frac {RT}{p}}}
gilt.

## Integrierte Form
Betrachtet man die Verdampfungsenthalpie eines Stoffes als konstant über einen kleinen Temperaturbereich ({\displaystyle T_{1}} bis {\displaystyle T_{2}}), so kann die Clausius-Clapeyron-Gleichung über diesen Temperaturbereich integriert werden. Dann gilt
{\displaystyle \ln {\frac {p_{2}}{p_{1}}}={\frac {\Delta _{\text{vap}}H}{R}}\cdot \left({\frac {1}{T_{1}}}-{\frac {1}{T_{2}}}\right)}
mit
- dem bekannten Sättigungsdampfdruck {\displaystyle p_{1}} und der Temperatur {\displaystyle T_{1}} des Ausgangszustands,
- dem Druck {\displaystyle p_{2}} und der Temperatur {\displaystyle T_{2}} des zu berechnenden Zustands.

## Praktische Bedeutung

### Chemie und Verfahrenstechnik
Für Flüssigkeits-Gas-Übergänge mit den oben beschriebenen Näherungen kann der Ausdruck wie folgt umgeschrieben werden:
{\displaystyle \ln p=-{\frac {\Delta _{\text{vap}}H}{R}}{\frac {1}{T}}+C},
wobei {\displaystyle p} der Reaktor- bzw. Behälterdruck, {\displaystyle R} die Gaskonstante, {\displaystyle T} die absolute Temperatur und {\displaystyle C} eine Konstante ist. {\displaystyle \Delta _{\text{vap}}H} steht für die molare Verdampfungsenthalpie. Die Kenntnis eines Punktes auf der Siedepunktskurve, zum Beispiel (1 bar, 373 K) für Wasser, bestimmt den Rest der Kurve. Umgekehrt ist die Beziehung zwischen {\displaystyle \ln p} und {\displaystyle 1/T} linear, so dass eine lineare Regression zur Schätzung der Verdampfungsenthalpie verwendet werden kann.
So berechnet sich für das Feuerzeug-Gas n-Butan bei Kenntnis der molaren Verdampfungsenthalpie an dessen Siedepunkt unter Atmosphärendruck (−0,5 °C, 1 bar) der notwendige Druck zur Kondensation bei 25 °C zu
{\displaystyle p_{\mathrm {n{\text{-}}Butan} }(25\,^{\circ }{\text{C}})=1\,\mathrm {bar} \cdot \exp \left[{\frac {22400\,{\frac {\mathrm {J} }{\mathrm {mol} }}}{8{,}314\,{\frac {\mathrm {J} }{\mathrm {mol} \cdot \mathrm {K} }}}}\cdot \left({\frac {1}{272{,}65\,\mathrm {K} }}-{\frac {1}{298{,}15\,\mathrm {K} }}\right)\right]=2{,}3\,\mathrm {bar} }.
Dieser Druck würde somit in einem ausschließlich mit n-Butan befüllten Gasfeuerzeug herrschen. Da Isobutan und Propan niedrigere Siedepunkte als n-Butan aufweisen, werden diese Gase jedoch zugemischt, um einen Gebrauch auch bei Minustemperaturen und niedrigeren Meereshöhen (d. h. größeren Atmosphärendrücken) zu ermöglichen.

### Meteorologie und Klimatologie
Pro Grad Erwärmung (z. B. bei einer Steigerung von 14 °C auf 15 °C) kann Luft bzw. die Erdatmosphäre rund 7 Prozent mehr Feuchtigkeit in Form gasförmig gelösten Wassers („Wasserdampf“) aufnehmen (Sättigungsdampfdruck) – womit als Folge der globalen Erwärmung die Zunahme von Extremwetterereignissen mit erklärt werden kann.
{\displaystyle {\frac {p_{\mathrm {Wasser} }(15\,^{\circ }{\text{C}})}{p_{\mathrm {Wasser} }(14\,^{\circ }{\text{C}})}}=\exp \left[{\frac {44430\,{\frac {\mathrm {J} }{\mathrm {mol} }}}{8{,}314\,{\frac {\mathrm {J} }{\mathrm {mol} \cdot \mathrm {K} }}}}\cdot \left({\frac {1}{287{,}15\,\mathrm {K} }}-{\frac {1}{288{,}15\,\mathrm {K} }}\right)\right]=1{,}067}   (mit berechneter molarer Verdampfungsenthalpie für Wasser bei 14,5 °C)
| Temperaturänderung {\displaystyle \vartheta _{1}} → {\displaystyle \vartheta _{2}} | Verhältnis Sättigungsdampfdruck Wasser {\displaystyle p_{2}/p_{1}} |
| ---------------------------------------------------------------------------------- | ------------------------------------------------------------------ |
| 0 °C → 1 °C                                                                        | 1,075                                                              |
| 10 °C → 11 °C                                                                      | 1,069                                                              |
| 20 °C → 21 °C                                                                      | 1,064                                                              |
| 30 °C → 31 °C                                                                      | 1,059                                                              |
| 40 °C → 41 °C                                                                      | 1,054                                                              |